# Рашвилл (Индиана)
Рашвилл (англ. Rushville) — город и административный центр округа Раш в штате Индиана в Соединённых Штатах Америки.
Согласно данным переписи населения США 2020 года число жителей города 
составляло 6185 человек, что, для такого небольшого населённого пункта, существенно меньше, чем было во время предыдущей переписи проводившейся в 2010 году (6341 человек).

## История
Как и сам округ, Рашвилл был основан в 1822 году и назван в честь доктора Бенджамина Раша, подписавшего Декларацию независимости США. В том же году появились школа, почтовое отделение, местная газета, а строительство здания окружного суда было завершено в 1823 году.
Железная дорога пришла сюда в 1850 году, что существенно поспособствовало развитию местной промышленности.
Несколько архитектурных объектов города включены в Национальный реестр исторических мест США.

## География
Город расположен на берегах или в дельте реки Флэтрок.
Согласно данным Бюро переписи населения США, Рашвилл имеет общую площадь 3,09 квадратных миль (8,00 км2), всю эту территорию занимает суша.